# Roland Schmaltz
Roland Schmaltz (ur. 15 listopada 1974 w Mannheimie) – niemiecki szachista, arcymistrz od 2001 roku.

## Kariera szachowa
Pierwsze znaczące sukcesy szachowe zaczął odnosić na początku lat 90. XX wieku. W 1992 r. zdobył w Augsburgu srebrny medal mistrzostw Niemiec juniorów do 20 lat, a w następnym roku w Münsterze w tej samej grupie wiekowej zdobył tytuł mistrza kraju. W 1992 r. podzielił I m. (wspólnie z m.in. Tomasem Polakiem) w turnieju juniorów w Stockerau oraz podzielił III m. (za Andriejem Sokołowem i Igorsem Rausisem) w kołowym turnieju w Viernheim, a w 1994 r. zwyciężył w Altensteigu. W 1997 r. podzielił IV m. w indywidualnych mistrzostwach Niemiec (za Matthiasem Wahlsem, Christopherem Lutzem i Karstenem Müllerem, wspólnie z Klausem Bischoffem), natomiast w 2000 r. samodzielnie zwyciężył w dwóch otwartych turniejach rozegranych w Leinfelden oraz podzielił I m. w Ano Liosia (wspólnie z m.in. Władimirem Bakłanem, Hristosem Banikasem i Leonidem Judasinem). W 2002 r. zajął III m. (za Arkadijem Naiditschem i Igorem Glekiem) w Griesheim oraz zwyciężył (wspólnie z m.in. Władimirem Małachowem, Igorem Chenkinem, Lewonem Aronianem i Konstantinem Landą) w Bad Wiessee, w 2004 r. podzielił I m. (wspólni z Rustamem Kasimdżanowem i Pawłem Eljanowem) w Deizisau oraz zwyciężył w Baden-Baden, natomiast na przełomie 2005 i 2006 r. zajął IV m. (za Ianem Rogersem, Murrayem Chandlerem i Davidem Smerdonem) w mistrzostwach Australii w Brisbane (gdzie od 2005 r. mieszka). Od 2006 r. nie uczestniczy w turniejach klasyfikowanych przez Międzynarodową Federację Szachową.
W środowisku szachowym znany jest jako jeden z najlepszych na świecie graczy w szachach błyskawicznych (w których gracze mają do dyspozycji po 5 minut na rozegranie całej partii) i "rakietowych" (1 – 3 minut). W 1998 r. zdobył tytuł mistrza Niemiec w grze błyskawicznej. Pod pseudonimem Hawkeye zdobył również czterokrotnie z rzędu tytuł mistrza świata w partiach trwających 1 minutę, rozgrywanych na internetowym serwerze Internet Chess Club. W 2004 r. wydał książkę poświęconą grze w Internecie, pt. The Complete Chess Server Guide (ISBN 3-88086-180-3).
Najwyższy ranking w dotychczasowej karierze osiągnął 1 kwietnia 2002 r., z wynikiem 2559 punktów zajmował wówczas 11. miejsce wśród niemieckich szachistów.